# Zygophyllum potaninii
Zygophyllum potaninii är en pockenholtsväxtart som beskrevs av Carl Maximowicz. Zygophyllum potaninii ingår i släktet Zygophyllum och familjen pockenholtsväxter. Inga underarter finns listade i Catalogue of Life.